# Presidenti della Costa Rica
La seguente tabella contiene una lista dei presidenti e capi di Stato della Costa Rica, dall'indipendenza dell'America centrale dalla Spagna e dal Messico. Dal 1823 al 1839 la Costa Rica faceva parte degli Stati Uniti dell'America Centrale; da allora è diventata una nazione indipendente. L'attuale presidente è Rodrigo Chaves Robles, del Partito Azione Cittadina, eletto nelle elezioni del 2022.

## Lista
| Presidente | Presidente | Presidente                         | Partito                    | Dal            | Al             |
| ---------- | ---------- | ---------------------------------- | -------------------------- | -------------- | -------------- |
|            |            | Juan Mora Fernández                | Liberale                   | 1825           | 1833           |
|            |            | José Rafael de Gallegos y Alvarado | Conservatore               | 1833           | 1835           |
|            |            | Braulio Carrillo Colina            | Liberale                   | 1835           | 1837           |
|            |            | Manuel Aguilar Chacón              | Liberale                   | 1837           | 1838           |
|            |            | Braulio Carrillo Colina            | Liberale                   | 1838           | 1842           |
|            |            | Francisco Morazán Quesada          | Liberale                   | Aprile 1842    | Settembre 1842 |
|            |            | Antonio Pinto Soares               | Liberale                   | Settembre 1842 | Settembre 1842 |
|            |            | José María Alfaro Zamora           | Liberale                   | Settembre 1842 | Novembre 1844  |
|            |            | Francisco María Oreamuno Bonilla   | Liberale                   | Novembre 1844  | Dicembre 1844  |
|            |            | José María Alfaro Zamora           | Liberale                   | 1846           | 1847           |
|            |            | José María Castro Madriz           | Liberale                   | 1847           | 1849           |
|            |            | Juan Rafael Mora Porras            | Liberale                   | 1849           | 1859           |
|            |            | José María Montealegre             | Liberale                   | 1859           | 1863           |
|            |            | Jesús Jiménez Zamora               | Liberale                   | 1863           | 1866           |
|            |            | José María Castro Madriz           | Liberale                   | 1866           | 1868           |
|            |            | Jesús Jiménez Zamora               | Liberale                   | 1868           | 1870           |
|            |            | Bruno Carranza Ramírez             | Liberale                   | Aprile 1870    | Agosto 1870    |
|            |            | Tomás Guardia Gutiérrez            | Liberale                   | 1870           | 1876           |
|            |            | Aniceto Esquivel Sáenz             | Liberale                   | Maggio 1876    | Luglio 1876    |
|            |            | Vicente Herrera Zeledón            | Conservatore               | 1876           | 1877           |
|            |            | Tomás Guardia Gutiérrez            | Liberale                   | 1877           | 1882           |
|            |            | Próspero Fernández Oreamuno        | Liberale                   | 1882           | 1885           |
|            |            | Bernardo Soto Alfaro               | Liberale                   | 1885           | 1890           |
|            |            | Carlos Durán Cartín                | Liberale                   | 1889           | 1890           |
|            |            | José Joaquín Rodríguez Zeledón     | Costituzionale Democratico | 1890           | 1894           |
|            |            | Rafael Yglesias Castro             | Civile                     | 1894           | 1902           |
|            |            | Ascensión Esquivel Ibarra          | Partito Unione Nazionale   | 1902           | 1906           |
|            |            | Cleto González Víquez              | Partito Nazionale          | 1906           | 1910           |
|            |            | Ricardo Jiménez Oreamuno           | Partito Repubblicano       | 1910           | 1914           |
|            |            | Alfredo González Flores            | Partito Repubblicano       | 1914           | 1917           |
|            |            | Federico Tinoco Granados           | Peliquista                 | 1917           | 1919           |
|            |            | Juan Bautista Quirós Segura        | Peliquista                 | Agosto 1919    | Settembre 1919 |
|            |            | Francisco Aguilar Barquero         | Partito Repubblicano       | 1919           | 1920           |
|            |            | Julio Acosta García                | Costituzionale             | 1920           | 1924           |
|            |            | Ricardo Jiménez Oreamuno           | Partito Repubblicano       | 1924           | 1928           |
|            |            | Cleto González Víquez              | Partito Unione Nazionale   | 1928           | 1932           |

### Dal 1932
| Presidente                                                                | Presidente | Presidente                        | Partito                             | Elezione | Dal             | Al            |
| ------------------------------------------------------------------------- | ---------- | --------------------------------- | ----------------------------------- | -------- | --------------- | ------------- |
|                                                                           |            | Ricardo Jiménez Oreamuno          | Partito Repubblicano Nazionale      | 1932     | 8 maggio 1932   | 8 maggio 1936 |
|                                                                           |            | León Cortés Castro                | Partito Repubblicano Nazionale      | 1936     | 8 maggio 1936   | 8 maggio 1940 |
|                                                                           |            | Rafael Ángel Calderón Guardia     | Partito Repubblicano Nazionale      | 1940     | 8 maggio 1940   | 8 maggio 1944 |
|                                                                           |            | Teodoro Picado Michalski          | Partito Repubblicano Nazionale      | 1944     | 8 maggio 1944   | 8 maggio 1948 |
| Junta Fundadora de la Segunda República (8 maggio 1948 - 8 novembre 1949) |            |                                   |                                     |          |                 |               |
|                                                                           |            | Luis Rafael Otilio Ulate Blanco   | Partito Unione Nazionale            | 1948     | 7 novembre 1949 | 8 maggio 1953 |
|                                                                           |            | José Figueres Ferrer (I)          | Partito Liberazione Nazionale       | 1953     | 8 maggio 1953   | 8 maggio 1958 |
|                                                                           |            | Mario Echandi Jiménez             | Partito Unione Nazionale            | 1958     | 8 maggio 1958   | 8 maggio 1962 |
|                                                                           |            | Francisco Orlich Bolmarcich       | Partito Liberazione Nazionale       | 1962     | 8 maggio 1962   | 8 maggio 1966 |
|                                                                           |            | José Joaquín Trejos Fernández     | Partito Unificazione Nazionale      | 1966     | 8 maggio 1966   | 8 maggio 1970 |
|                                                                           |            | José Figueres Ferrer (II)         | Partito Liberazione Nazionale       | 1970     | 8 maggio 1970   | 8 maggio 1974 |
|                                                                           |            | Daniel Oduber Quirós              | Partito Liberazione Nazionale       | 1974     | 8 maggio 1974   | 8 maggio 1978 |
|                                                                           |            | Rodrigo Carazo Odio               | Unidad                              | 1978     | 8 maggio 1978   | 8 maggio 1982 |
|                                                                           |            | Luis Alberto Monge Álvarez        | Partito Liberazione Nazionale       | 1982     | 8 maggio 1982   | 8 maggio 1986 |
|                                                                           |            | Óscar Arias Sánchez (I)           | Partito Liberazione Nazionale       | 1986     | 8 maggio 1986   | 8 maggio 1990 |
|                                                                           |            | Rafael Ángel Calderón Fournier    | Partito Unità Sociale Cristiana     | 1990     | 8 maggio 1990   | 8 maggio 1994 |
|                                                                           |            | José María Figueres Olsen         | Partito Liberazione Nazionale       | 1994     | 8 maggio 1994   | 8 maggio 1998 |
|                                                                           |            | Miguel Ángel Rodríguez Echeverría | Partito Unità Sociale Cristiana     | 1998     | 8 maggio 1998   | 8 maggio 2002 |
|                                                                           |            | Abel Pacheco de la Espriella      | Partito Unità Sociale Cristiana     | 2002     | 8 maggio 2002   | 8 maggio 2006 |
|                                                                           |            | Óscar Arias Sánchez (II)          | Partito Liberazione Nazionale       | 2006     | 8 maggio 2006   | 8 maggio 2010 |
|                                                                           |            | Laura Chinchilla Miranda          | Partito Liberazione Nazionale       | 2010     | 8 maggio 2010   | 8 maggio 2014 |
|                                                                           |            | Luis Guillermo Solís              | Partito Azione Cittadina            | 2014     | 8 maggio 2014   | 8 maggio 2018 |
|                                                                           |            | Carlos Alvarado Quesada           | Partito Azione Cittadina            | 2018     | 8 maggio 2018   | 8 maggio 2022 |
|                                                                           |            | Rodrigo Chaves Robles             | Partido Progreso Social Democrático | 2022     | 8 maggio 2022   | in carica     |